# Тимчасове вище церковне управління на південному сході Росії
Тимчасове вище церковне управління на Південному Сході Росії (рос. Временное высшее церковное управление на Юго-Востоке России; скорочено ТВЦУ ПдСР) — тимчасове церковне управління (фактично Синод), сформований на проведеному 19—24 травня 1919 року Південно-Східному російському церковному соборі у Ставрополі ієрархами, що керували єпархіями Півдня Росії, території яких були відрізані від вищого керівництва Церкви більшовицькою Червоною армією за Російської громадянської війни.
Церковне управління створено «для вирішення всіх питань... що перевищують компетенції єпархіальної духовної й вищої військово-цивільної влади». Влада ТВЦУ ПдСР поширювалася «на всі області Росії по мірі звільнення їх Збройними Силами Півдня Росії».
Тимчасове вище церковне управління було оповите всією повнотою влади, що належить патріарху з його Святійшим синодом й Вищою церковною радою, до відновлення зв'язку з патріархом, коли воно негайно повинно було б скласти всі свої повноваження.
Де-факто кінцем ТВЦУ ПдСР слід вважати листопад 1920 року, коли більшість ієрархів, що входили до нього, емігрували разом з армією Врангеля.
Російська православна церква закордоном веде своє історичне походження від Тимчасового вищого церковного управління на Півдні Росії.